# ビープ音
ビープ音（ビープおん、英: beep sound）は、電子機器が通知のために発する音である。発振音（はっしんおん）が訳語として使われる場合もある。やや高いブザー音であることが多い。

## 概要
ビープ音は、単一の波形で構成される音で、機械の動作を利用者に知らせるために使われている。何らかの動作が終了した際や、異常があるために動作を続行できない場合などに発せられる。一定のタイミングで入り切りを繰り返す、音程を変更する、などの様式の変化で、それぞれ所定の意味を持たせることもおこなわれており、例えば正常終了なら1回短く鳴らす、エラーの際には長く3回繰り返して鳴らす、低い連続した音はエラー、操作の確認には短く甲高い音、動作終了時には長く甲高い音を3回繰り返す、などのような例がみられる。
ビープ音は単純な電子回路で合成でき、機構の設計や組み込みが容易であることから、様々な機器に広く利用されている。ビープ音を発する機器は、家庭における洗濯機や電子レンジなどの生活家電、電子ゲーム、時計、店舗におけるバーコード読み取り型のキャッシュレジスター、オフィスにおける複写機など数多くある。

### 語源
英語のbeepは擬声語である。日本語では「ピー」または「ピッ」などと表現される。典型的な例が留守番電話の対応メッセージで、出荷時に録音されているメッセージでは「ピーという音」などと表現されている。
電子レンジなどでは古くベルを鳴らすことで調理の終了を知らせていたため、電子レンジで調理することを「チンする」ともいうが、のちに「チン」とは決して鳴らない、ビープ音が利用される製品が主流となっている。このため電子レンジ調理を指して「ピッする」などの表現もみられないことではない。

### ビープ音の代替
音声合成LSIなど高度な音声出力用の集積回路の普及や、機器の高度化、他社製品との差別化を図る戦略などのため、従来ビープ音が実装されていた部分が、メロディや録音された人間の音声に置き換えられる傾向にある。特に、着信音が社会問題化した携帯電話や、生活家電に顕著である。

## コンピュータにおけるビープ音
端末は、ベル文字（ASCIIで0x07）を受信するとビープ音を鳴らす。
コンピュータにおいて最も原始的な音声出力と位置づけられ、通常は単音の矩形波である。電源投入時や、稼働中にエラーが発生した場合などに使われる。この音はBIOSなどコンピュータのハードウェアで出されるため、OSの主機能をつかさどるカーネルの動作不良でも鳴らすことができ、動作の上では致命的なエラーの際にも鳴らすことが可能である。ただしプログラム的には、直接的にシステムに働き掛けて鳴らすことも可能で、必ずしもビープ音が致命的なエラーを意味するわけではない。
実装はさまざまであり、I/Oの状態が直接HighとLowを示すものもあれば、一定の周波数を発声するもの、任意の周波数を出力できある機種などがある。PC-9801 VM以降用『ソーサリアン』などビープ音でBGMを演奏したゲームソフトも存在する。またコンピュータウイルスが演奏したヤンキードゥードゥルなどもよく知られている。
黎明期には周波数を時分割し、繰り返すことで和音を発声するソフトウェアなども存在した。
現在のパーソナルコンピュータ市場の中心であるPC/AT互換機では、多彩な拡張カードを自由に組み合わせられることが特徴となっており、起動時の障害などのエラーコードのため、多くの機種でブザー、若しくはスピーカー出力のピンヘッダが用意されており、必ずしもマザーボード単体では音は鳴らない。チップセットに出力のための回路が組み込まれる前のマザーボードには、マザーボード単体で使える音声出力はビープ音のみのものがあり、そのような機種で音声出力をするためには、別途サウンドカードの増設を必要とした。

### Microsoft Windowsにおけるビープ音
Microsoft Windowsにおいても、Windows 3.1や9xなどにおいてPCカードの挿抜音としてビープ音が使われたほか、隠し機能ではあるがマインスイーパで効果音を鳴らすことにも使われていた。ただしWindowsでは基本的にPCM音源が想定される傾向があり、Windowsのバージョンを重ねるうちにこれらの音も次第にPCMに切り替わっていった。このほかPCM音源の使用できない環境においては警告音などがビープ音で代用されることがある｡通例はビープ音に対して音量調節やミュートは効かないが、Windows 2000以降ではビープ音がWindowsサービスの一種として提供されており、サービス停止によりビープ音を消音することはできる。一方で環境によってはビープ音が「PCスピーカ」などの名称でサウンドミキサーの管理下に置かれている場合もあり、Windows上ではPCM音源を想定していることからデフォルトでビープ音量が無効に設定され、GUI起動後にビープ音が一切鳴らなくなるケースもある。